# Your Funeral, My Trial
Your Funeral... My Trial – czwarty album studyjny wydany przez zespół Nick Cave and the Bad Seeds w 1986. Utwór „The Carny” zawarty na tej płycie, można zobaczyć w filmie Wima Wendersa Niebo nad Berlinem, mającym premierę w następnym roku. W tym czasie Cave uzależnił się od heroiny i możliwe, że ma to odzwierciedlenie w melancholijnym, depresyjnym nastroju tego albumu.
Your Funeral... My Trial pierwotnie był wydan jako podwójna EP. Tytuł został prawdopodobnie zaczerpnięty z piosenki Sonny Boya Williamsona „Your funeral and my trial”.

## Utwory
1. "Your Funeral... My Trial" – 3:57
2. "Stranger Than Kindness" – 4:47
3. "Jacks Shadow" – 5:43
4. "The Carny" – 8:02
5. "She Fell Away" – 4:33
6. "Hard On for Love" – 5:21
7. "Sad Waters" – 5:02
8. "Long Time Man" – 5:48
9. "Scum" – 2:53

## Skład zespołu
1. "Your Funeral... My Trial" – 3:57
  - Nick Cave – śpiew, organy Hammonda
  - Blixa Bargeld – gitara
  - Mick Harvey – pianino, gitara, perkusja
  - Thomas Wydler – perkusja
  - Barry Adamson – gitara basowa
2. "Stranger than Kindness" – 4:47
  - Nick Cave – śpiew, organy Hammonda
  - Blixa Bargeld – gitara
  - Mick Harvey – perkusja
3. "Jack's Shadow" – 5:43
  - Nick Cave – śpiew, pianino
  - Blixa Bargeld – gitara
  - Mick Harvey – gitara
  - Thomas Wydler – perkusja
  - Barry Adamson – gitara basowa
4. "The Carny" – 8:02
  - Nick Cave – śpiew, harmonijka
  - Blixa Bargeld – gitara, śpiew
  - Mick Harvey – pianino, instrumenty klawiszowe, ksylofon, dzwonki
  - Thomas Wydler – perkusja
5. "She Fell Away" – 4:33
  - Nick Cave – śpiew, pianino
  - Blixa Bargeld – gitara
  - Mick Harvey – gitara basowa, gitara, werbel, ksylofon
  - Thomas Wydler – perkusja, gaśnica
6. "Hard on for Love" – 5:21
  - Nick Cave – Śpiew, organy Hammonda
  - Blixa Bargeld – gitara
  - Mick Harvey – gitara basowa, gitara, pianino, chórki
7. "Sad Waters" – 5:02
  - Nick Cave – śpiew, organy Hammonda, harmonijka
  - Blixa Bargeld – gitara
  - Mick Harvey – gitara basowa, gitara rytmiczna, perkusja
8. "Long Time Man" – 5:48
  - Nick Cave – śpiew, pianino
  - Blixa Bargeld – gitara
  - Mick Harvey – gitara basowa, gitara, perkusja
9. "Scum" – 2:53
  - Nick Cave – perkusja
  - Blixa Bargeld – gitara
  - Mick Harvey – gitara basowa
  - Thomas Wydler – perkusja

## Nagranie
Nagrania dokonano w Hansa Studios w Berlinie; and The Strongroom w Londynie pomiędzy czerwcem oraz sierpniem 1986 roku.

### Skład
- Nick Cave – Śpiew, organy Hammonda, pianino, harmonijka
- Blixa Bargeld - gitara, drugi głos
- Mick Harvey – gitara, gitara basowa, perkusja, pianino, ksylofon, chórki, gitara Rytmiczna, organy, werbel, dzwonki
- Thomas Wydler – perkusja, gaśnica
- Barry Adamson – gitara basowa